# Turpiliodes mexicanum
Turpiliodes mexicanum är en insektsart som först beskrevs av Brunner von Wattenwyl 1878.  Turpiliodes mexicanum ingår i släktet Turpiliodes och familjen vårtbitare. Inga underarter finns listade i Catalogue of Life.